# Ендотермічна реакція
Е́ндотермі́чна реа́кція — хімічна або ядерна реакція, яка супроводжується поглинанням тепла (наприклад, розклад вапняку на негашене вапно й вуглекислий газ).
Протилежний термін — екзотермічна реакція.
Кількісно характеризується різницею ентальпії {\displaystyle \Delta H} яка є додатньою, продуктів реакції та вихідних реагентів. Таким чином, продукти реакції містять більше енергії, ніж вихідні компоненти (∆H>0 ; ∆U>0).

## Дотичний термін
ЕНДОТЕРМІЧНИЙ, (рос. эндотермический, англ. endothermic, нім. endothermisch) — той, що вбирає тепло.

## Приклади реакцій
{\displaystyle {\ce {CaCO3 ->[t] CaO + CO2 -}}}Q
{\displaystyle {\ce {CaCO3->[t] CaO +CO2 -180}}} кДж
{\displaystyle {\ce {H2 + I2 = 2HI}}}  -52 кДж   

## В природі
До ендотермічних реакцій у природі належить фотосинтез : рослини для створення молекули глюкози поглинають теплову енергію.

## Застосування
Ендотермічні реакції охоплюють широке коло технологічних процесів, а саме - відновлення металів із оксидів, виробництво хірургічних приборів, в процесах створення жароміцного покриття і нових видах будівельних матеріалів. 